# ロンドンスリム
ロンドンスリム（ろんどんすりむ）とは、日本のエドウインインターナショナルベーシックシリーズの一種。股下から裾にかけて非常に細くなっているスリムジーンズ。
1981年にドイツで発表され、ロットナンバーは1410または406。世界的なベストセラーにもなった。日本でも手ごろな価格もあいまって（税抜き5900円）、爆発的な人気を呼んだ。
その後スリムジーンズの人気が下火になり、ジーンズショップでもあまり見かけなくなっている。
2025年、エドウィンはロンドンスリムの復刻版を販売すると発表した。

## サイズ
通常のジーンズは表記されている数字がそのままウエストサイズになるが（例・30インチならウエストサイズ76.2cm）ロンドンスリムは表記が少し違うので購入の際は注意を要する。
このジーンズは内側のタグにサイズが30-2のように表記されており、表記サイズよりサイズが2インチ細くなっている。従ってウエスト30インチの人がこの商品を購入する場合、30+2で32インチのものを購入する必要がある。